# BC 007
 (septembre 2023).
BC 007 est une substance active et un médicament expérimental du groupe des aptamères  (simple brin d'ADN) ayant la capacité de neutraliser certains auto-anticorps pathogènes . Dans les années 1990, il a été développé comme inhibiteur de la thrombine et pour l’anticoagulation sous les noms commerciaux GS522 et ARC183. Les recherches actuelles sont consacrées à l'application du BC 007 pour traiter les maladies cardiaques ainsi que pour lutter contre la maladie à coronavirus-2019 et ses séquelles.

## Propriétés pharmacologiques

Gauche : Structure secondaire du BC-007 en solution montrant deux assemblages G-quadruplex (en pointillés bleus), selon Macaya. À droite : coupe de l’oligonucléotide

BC 007 est une molécule de 15 nucléotides constitué de neuf désoxygunaosines non modifiées et de six désoxythymidines correspondantes (5'-GGT TGG TGT GGT TGG-3'). Sa structure tridimensionnelle lui permet de s'enrouler autour de la structure cible des GPCR-AAbs fonctionnellement actifs, neutralisant ainsi leur activité.
Le BC 007 peut être synthétisé. La substance médicinale est soluble dans l’eau et présente un haut niveau de stabilité, résiste à la température et est facile à transporter et à stocker. BC 007 a une courte demi-vie plasmatique in vivo, une faible toxicité et est non immunogène.

### Mécanisme d'action
Les auto-anticorps activerait en permanence les récepteurs couplés aux protéines G, ce qui conduirait à une défense immunitaire mal orientée de l'organisme. On suppose que cet état d'activation des récepteurs, qui ne peut être régulé par l'organisme, contribue au développement d'une grande variété de maladies, par exemple du système cardiovasculaire. Dans le cadre d’ une cardiomyopathie dilatée, les auto-anticorps peuvent être dirigés contre le récepteur adrénergique bêta-1 (β1-AAB).
Le BC 007 est un oligonucléotide synthétique fabriqué à partir de nucléotides non modifiés qui se lie aux auto-anticorps et empêche leur activation pathogène des récepteurs. Le médicament est donc destiné à traiter la cause des maladies cardiaques, en particulier les types d’insuffisance cardiaque diagnostiqués avec ces GPCR-AAbs.

### Recherche clinique
L'élimination de ces autoanticorps fonctionnels pathogènes par une procédure médicale de lavage du sang, l'immunoadsorption, peut stabiliser la fonction cardiaque chez les patients atteints de cardiomyopathie dilatée qui ont besoin d'une transplantation cardiaque.
En cours d'essais cliniques de phase I et de phase IIa, BC 007 neutralise l'activité des autoanticorps fonctionnels chez la majorité des personnes traitées. Après administration sous forme de perfusion, le sang était exempt de β1 ou d’autres activités GPCR-AAb. Parallèlement, une amélioration de la fraction d’éjection ventriculaire gauche a été observée chez certains patients insuffisants cardiaques traités. Chez les patients chez lesquels les auto-anticorps fonctionnels sont réapparus, l'administration répétée de BC 007 a retrouvé son efficacité dans la plupart des cas.
Depuis 2022, l’efficacité du BC 007 est étudiée pour traiter les patients présentant des symptômes persistants de covid long. Ceci est basé sur l’observation selon laquelle le COVID-19 contribue à la formation de GPCR-AAb fonctionnels. Les résultats de la phase 2 sont attendus début 2024, à la suite de quoi un essai de phase 3 positif sera nécessaire pour l'approbation par les autorités de régulation du médicament selon les procédures en vigueur,. Un accès précoce est toutefois théoriquement possible dans certains cas.